# 三叉管巢蛛
三叉管巢蛛（学名：Clubiona trivialis）为管巢蛛科管巢蛛属的动物。分布于全北区以及中国大陆的四川、宁夏、湖南等地，多生活于稻田、旱作物及石块下。